# Степнякская городская администрация
Городска́я администра́ция Степня́к, или го́род Степня́к (каз. Степняк қаласы әкімдігі; Степняк қаласы) — административная единица в составе района Биржан сал Акмолинской области Казахстана. 
Административный центр — город Степняк.

## География
Городская администрация расположена в западной части района Биржан Сал. В состав администрации входит 2 населённых пункта.
Граничит с землями административных единиц: Ульгинский сельский округ — на западе, севере, востоке, Бирсуатский сельский округ — на юге.
Климат холодно-умеренный, с хорошей влажностью. Среднегодовая температура воздуха положительная и составляет около +2,9°С. Среднемесячная температура воздуха в июле достигает +19,0°С. Среднемесячная температура января составляет около -15,5°С. Среднегодовое количество осадков составляет около 430 мм. Основная часть осадков выпадает в период с июня по август.

## История
В 1989 году существовал как — Степнякский горсовет (город Степняк) в составе Кокчетавской области.
В периоде 1991—1998 годов:
- Степнякский горсовет был преобразован в городскую администрацию;
- село Пригорхоз было передано в состав администрации;
- после упразднения Кокчетавской области вместе с районом администрация была включена в состав Акмолинской области.

## Население
| Численность населения | Численность населения | Численность населения |
| 1989                  | 1999                  | 2009                  |
| --------------------- | --------------------- | --------------------- |
| 7149                  | ↘5329                 | ↘4413                 |

## Состав
| № | Населённый пункт | Тип населённого пункта | Население, 1989 | Население, 1999 | Население, 2009 |
| - | ---------------- | ---------------------- | --------------- | --------------- | --------------- |
| 1 | Пригорхоз        | село                   | 323             | 261             | 145             |
| 2 | Степняк          | город                  | 7 149           | 5 068           | 4 268           |

## Местное самоуправление
Аппарат акима Степнянской городской администрации — город Степняк, улица Касыма Антаева, 22/1.
- Аким городской администрации — Аутенов Азамат Касымович[1].